# Catherine Jarrige
Pour les articles homonymes, voir Sainte Catherine et Jarrige (homonymie).
Catherine Jarrige (4 octobre 1754 - 4 juillet 1836), dite Catinon Menette, est une laïque, tertiaire dominicaine. Reconnue bienheureuse catholique, elle est fêtée le 4 juillet.

## Jeunesse
Catherine est née le 4 octobre 1754 dans une famille pauvre de paysans du Cantal, où les parents et les sept enfants vivaient dans la même pièce. Très jeune, comme tous les enfants de son âge et de sa condition, elle va travailler aux champs et à neuf ans, elle est placée comme domestique dans une ferme voisine. On la disait gaie et espiègle,.
C'est d'ailleurs à cet âge qu'elle fait sa première communion, un épisode marquant de sa vie.
Elle a treize ans quand sa mère décède. À l'âge de vingt ans, elle part pour Mauriac en compagnie de sa sœur Toinette, pour s'installer comme dentellière. Là, elle commence à s'occuper des pauvres et des malades de la ville,.

## Vocation et œuvres

### Œuvres caritatives

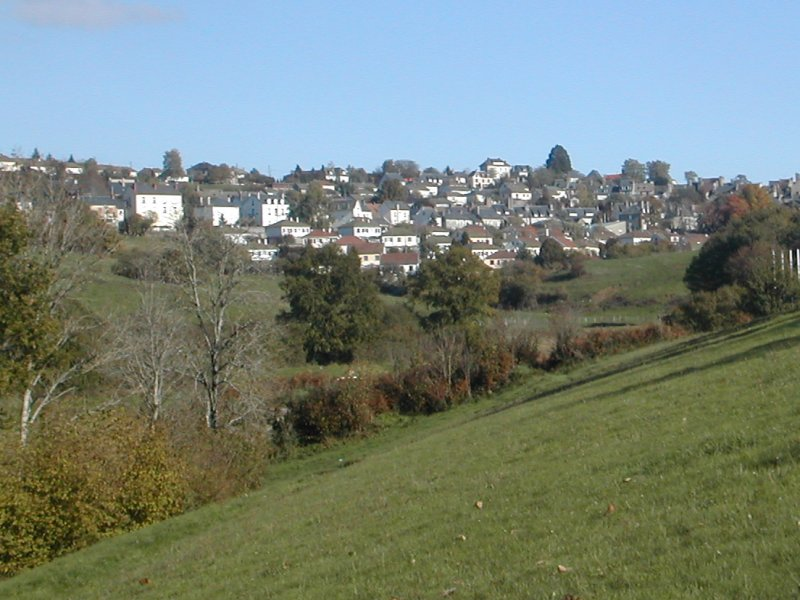
Mauriac

À l'imitation de sa sainte patronne Catherine de Sienne, elle devient tertiaire dominicaine. Ces femmes prononçaient des vœux mais vivaient dans le monde, elles étaient appelées menettes (moniales). C'est ainsi que Catherine, dite Catinon, sera plus connue sous le nom de Catinon Menette que sous son patronyme,.
Elle qui aimait tant danser la bourrée y renonce, et elle dira, tandis qu'elle allait partout secourir les pauvres en leur annonçant l'Évangile : « J'aimerais que les gens se confessent autant de fois que j'ai dansé la bourrée ».
Toute sa vie, elle se dépensera pour subvenir aux besoins spirituels et matériels des nécessiteux, demandant l'aumône pour eux, insistant auprès des plus réticents, réveillant leur conscience. Toute dévouée aux plus humbles et aux plus pauvres, elle les soigne, leur procure nourriture et habillement, les aidant et les réconfortant tout au long de sa vie,.

### Pendant laRévolution
Catherine est la première à secourir les prêtres réfractaires.
Elle les cache, afin qu'ils puissent célébrer la messe, leur procure de l'aide, risquant sa vie de multiples fois,.
Lorsque l'abbé François Filiol est condamné à mort, alors qu'il n'avait que 29 ans, elle l'accompagne jusqu'au pied de l'échafaud, malgré les risques énormes qu'elle prend. Elle est arrêtée à son tour, mais le tribunal révolutionnaire la relâche sous la pression de la foule,.
Et une fois la tourmente révolutionnaire passée, elle continue inlassablement son action, jusqu'à sa mort, en 1836. Une grande foule suit ses obsèques, et sa popularité est restée très vive encore dans toute la région de Mauriac,. Sa tombe au cimetière de Mauriac est toujours fleurie.

## Béatification
- Le Père Cormier, du diocèse de Saint-Flour, entame sa cause en béatification. Le pape Pie XII la déclare vénérable en 1953[4].
- Catherine Jarrige a été béatifiée le 24 novembre 1996 à Rome par le pape Jean-Paul II. Sa fête a été fixée au 4 juillet[3].

## Filmographie
- 2017 : Le Martyr de Bouval[5], film de Marie-Sophie Guering, réalisé dans le Cantal.

## Sources
- Osservatore Romano : 1996 n.45 p. 7 / n.48 p. 2-3 / n.49 p. 9-10
- Documentation Catholique : 1997 n.1 p. 1-2